# Курт Бакеберг
Курт Баккеберг (нім. Curt Backeberg; 2 серпня 1894, Люнебург, Нижня Саксонія — 14 січня 1966) — німецький колекціонер кактусів, мандрівник (7 експедицій), експерт і систематик кактусів, автор найбільшої монографії про них в 6-ти томах.

## Біографія

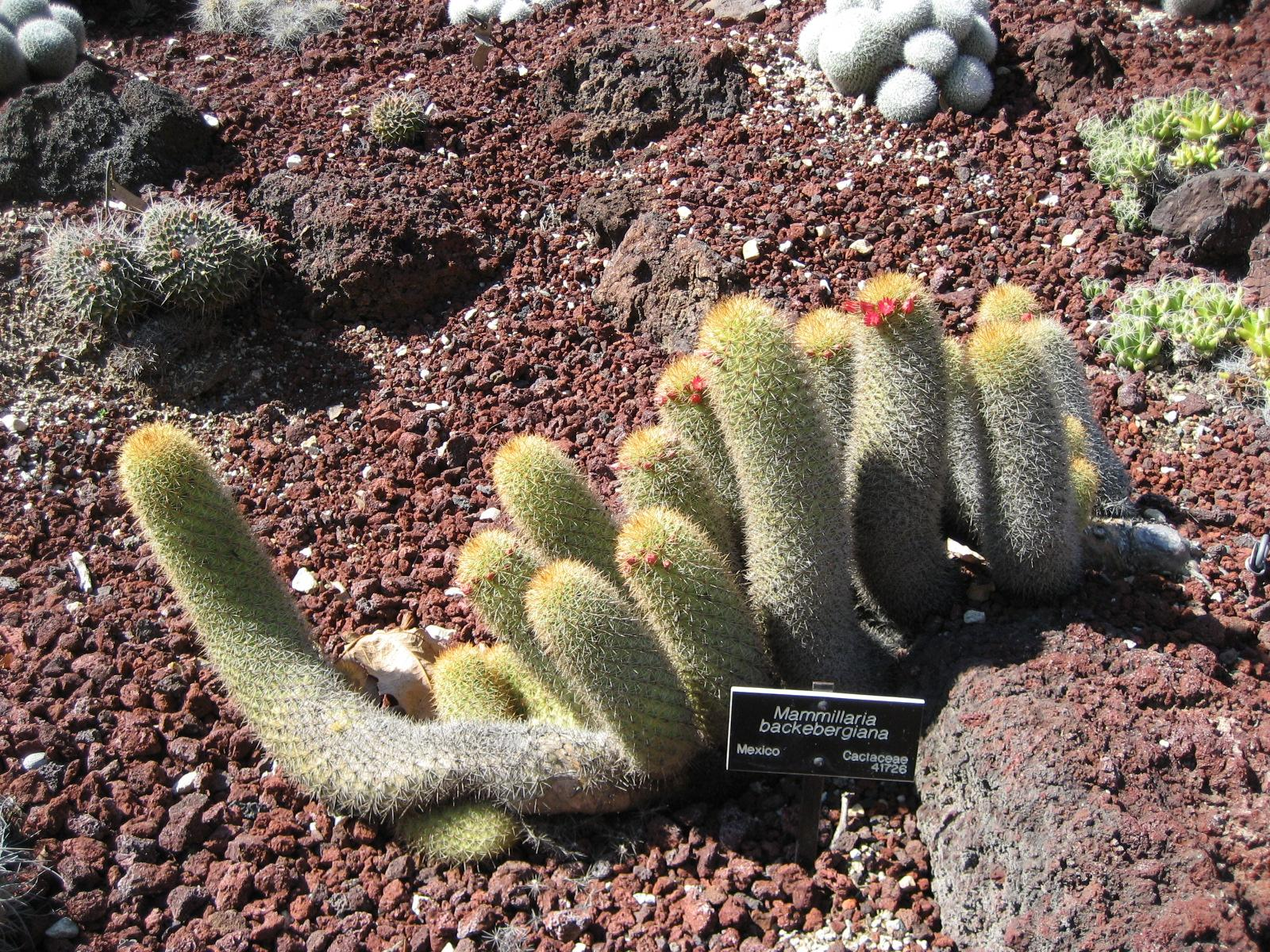
Mammillaria backebergiana, названа на честь Курта Бакеберга

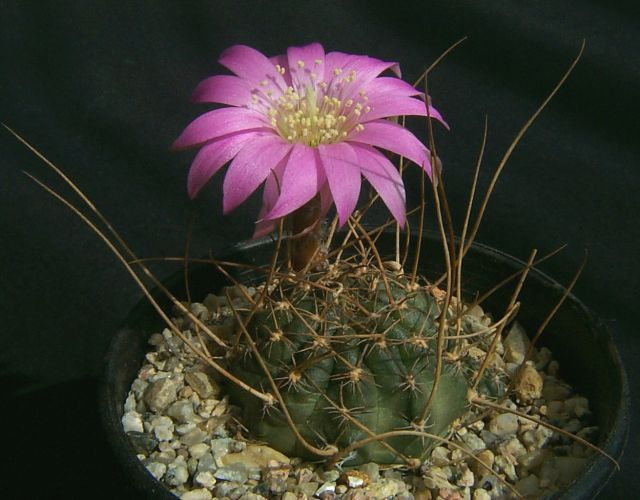
Echinopsis backebergii, названий на честь Курта Бакеберга

Бакеберг народився 2 серпня 1894 р. в одному з невеликих містечок Німеччини. У ранньому віці став захоплюватися кактусами, і це захоплення стало основою всього його життя.
Після проходження служби в роки Першої світової війни він працював в японській експортній фірмі в Гамбурзі і в 1925 році сам створює свою власну фірму з відправлень до Південної Америки.
Його інтерес до збирання кактусів прокинувся в 1927 році, коли він зустрів чеського збирача і дослідника рослин Альберто Войтеха Фріча. Бакеберг приєднався до німецького кактусного товариства, де бере активну участь у його діяльності, і вирішує почати імпортувати кактуси, ставши захопленим збирачем рослин.
Після знайомства з професором Едгардом Ірмчером (1887—1968), відомим геоботаніком, Бакеберг став цікавитися географічним поширенням кактусів; цей підхід став основою його вивчення родини кактусових.
У 1929 р. за порадою Олвіна Бергера він виїхав до Венесуели. Ця подорож стала першою його спробою вивчення кактусів в природних умовах. Курт Бакеберг багато подорожував, був у Мексиці, країнах Південної Америки і з кожної поїздки привозив нові види кактусів. Після закінчення другої світової війни займався складанням зведеного каталогу величезної колекції кактусів в приватному ботанічному саду француза М. Лапостоля на середземноморському узбережжі Франції. Він також допомагав Фернандо Рівері де Каральту у створенні знаменитої колекції опунцій в Піна де Роза, в Іспанії.
Курт Бакеберг помер від серцевого нападу в 1966 році. В його маєтку були виявлені неопубліковані романи, оповідання та вірші. Його колекція кактусів була відправлена до Міжнародної організації з дослідження сукулентів в Цюрих, і до Екзотичного саду Монако.

## Систематика кактусів
У 1934 він робить спробу подальшого розширення та перегляду системи Бріттона і Роуза, яка, попри свій значний об'єм, залишається неповною. Поступово розширюючи свою систему класифікації, Баккеберг до 1962 року видає шість томів своєї капітальної монографії «Кактусові» («Die Cactaceae», Єна 1958—1962), в якій зібрані та узагальнені результати вивчених і описаних різними авторами кактусів, у тому числі і ним самим. Цієї найрозгалуженішої з усіх наявних систем і сьогодні дотримуються багато ботаніків, а настільною книгою практично кожного любителя і фахівця стає його довідник «Kakteenlexikon» (Єна, 1966).
Список робіт, написаних Бакебергом в 1930-50 рр.. займає вісім сторінок Американського кактусного журналу за 1951 рік. Він писав різноманітні книги; від захопливих популярних книг про подорожі за кактусами, до шеститомної монографії «Die Cactaceae». Брав участь у випуску журналу Німецького кактусного товариства, писав для інших друкованих видань.
Бакеберг був самоучкою, дещо з його систематики було засновано на некоректних припущеннях про еволюцію кактусових, його часто критикували фахівці за недбалі описи рослин (сам Бакеберг якось зізнався, що колись опублікував назву нового виду, ґрунтуючись на спостереженні рослин, які він тільки бачив з рухомого потягу в горах Болівії), але гігантська робота з їх дослідження продемонструвала справжню його пристрасть до цих рослин.

## Таксони, описані Бакебергом
Курт Баккеберг дав опис багатьом родам та видам кактусів, зокрема, в 1934 році він описав рід Haageocereus. 1935 року як самостійний описаний рід Acanthocalycium. 1936 року Баккеберг вводить в ботанічну номенклатуру назву Turbinicarpus, як підрід монотипного роду Strombocactus, але вже через рік, в 1937 році, спільно з Францем Буксбаумом зводить його в ранг самостійного роду. 1938 року описані роди Austrocephalocereus і Austrocylindropuntia. Як самостійні виділені роди Coleocephalocereus, Glandulicactus. До 1941 року відноситься виділення Баккебергом з роду Нотокактус автономних родів Eriocactus і Brasilicactus. 1951 року він зробив опис роду Sulcorebutia як самостійного.

## Таксони, названі на честь Бакеберга
Його ім'ям названо рід Backebergia, а також види Lobivia backebergiana, Mammillaria backebergiana, Parodia backebergiana, Sulcorebutia backebergiana, Cephalocereus backebergii, Echinopsis backebergii, Frailea asterioides v. backebergii, Gymnocalycium denudatum v. backebergii, Neoporteria backebergii, Opuntia backebergii. Іменем його дружини Емми Баккеберг (нім. Emma Backeberg) названа Lobivia emmae.